# 东北地岛

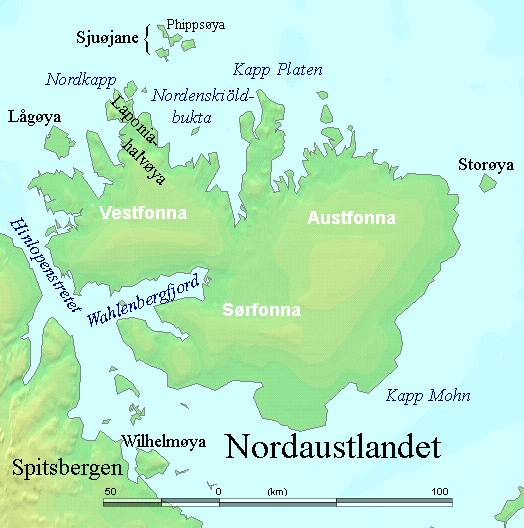
东北地岛地图

东北地岛（挪威语：Nordaustlandet；英语可以译作North East Land）为挪威斯瓦尔巴群岛中的一个岛屿，位于斯匹次卑尔根岛东部约150公里处。总面积14,443 km²，为该群岛第二大岛。东北地岛与斯匹次卑尔根岛隔欣洛彭海峡。该岛目前无常驻居民。最高海拔约700m。该岛大部分地区为冰盖所覆盖。